# Антоніо Луна (футболіст)
Антоніо Мануель Луна Родріґес (ісп. Antonio Manuel Luna Rodriguez; нар. 9 лютого 1983, Сон-Сервера, Іспанія) — іспанський футболіст, захисник футбольної команди «Леванте».

## Життєпис

### Севілья
Антоніо Луна закінчив футбольну школу «Севільї». Перший офіційний матч він провів за другу команду — «Севілья Атлетіко». У травні 2010 року Антоніо провів свій перший виступ за першу команду, зігравши 2 матчі. У січні 2011 року захисник був орендований клубом «Альмерія» до кінця сезону 2010/11. У своєму тимчасовому клубі він регулярно грав в основному складі. Після повернення в «Севілью» він зіграв 14 матчів у сезоні 2011/12 і забив свій перший м'яч у ворота «Малаґи» граючи на позиції лівого півзахисника. Половину наступного сезону Антоніо Луна провів у «Мальорці».

### Астон Вілла
20 червня 2013 року Луна перебрався до Анґлії, уклавши трирічну угоду з «Астон Віллою». Перший м'яч за нову команду він забив у своїй першій грі проти лондонського «Арсеналу».

## Досягнення
- Володар Кубка Іспанії:

«Севілья»: 2009-10